# Уинтон, Тим
Тимоти Джон Уинтон (англ. Tim Winton; род. 4 августа 1960[…], Перт) — австралийский писатель. Автор романов, детских книг, публицистики и рассказов. В 1997 году Национальный трест Австралии назвал его «Живым сокровищем», четыре раза становился лауреатом Премии Майлза Франклина.

## Биография
Родился 4 августа 1960 года в Субиако, пригороде Перта, Западная Австралия. Вырос в северном пригороде Перта Карринюп, а в возрасте 12 лет вместе с семьей переехал в Албани.
Во время учёбы в Технологическом институте Западной Австралии Уинтон написал свой первый роман «Открытый пловец», который в 1981 году получил литературную премию The Australian/Vogel, положив начало его писательской карьере. По его словам, во время учёбы в университете он написал «три свои лучшие книги». Его вторая книга, Shallows, получила Премию Майлза Франклина в 1984 году. В 1991 году Уинтон опубликовал книгу Cloudstreet, которая окончательно утвердила его писательскую карьеру.

### Личная жизнь
Уинтон жил в Италии, Франции, Ирландии и Греции, в настоящее время живёт в Западной Австралии. Познакомился со своей женой Дениз во время учёбы в школе. Когда ему было 18 лет и он восстанавливался после автомобильной аварии, они снова встретились, поскольку она была студенткой-медсестрой. Они поженились, когда Уинтону был 21 год, а ей 20, и у них родилось трое детей.
Младший брат Уинтона, Эндрю Уинтон, — музыкант и капеллан средней школы.
По мере роста своей популярности Уинтон тщательно оберегает личную жизнь. Он редко выступает на публике.

## Премии и награды
В 1995 году книга Уинтона «Всадники» была включена в шорт-лист Букеровской премии, как и его книга 2002 года «Музыка грязи». «Музыка грязи» была экранизирована в 2019 году. Получил множество других премий, в том числе «Премию Майлза Франклина» рекордные четыре раза: за «Мелководье» (1984), «Cloudstreet» (1992), «Музыку грязи» (2002) и «Дыхание» (2009). «Cloudstreet» регулярно появляется в списках самых любимых романов Австралии.
Все его книги до сих пор переиздаются и были опубликованы на восемнадцати языках. Его произведения также были успешно адаптированы для сцены, кино и радио.
Премия имени Тима Уинтона для молодых писателей, спонсируемая ежегодно с 1993 года городом Субиако, присуждается молодым писателям в столичном регионе Перта. На её соискание могут претендовать авторы коротких рассказов младшего и среднего школьного возраста. Было опубликовано три сборника. Уинтон является патроном конкурса.
Национальным трестом Австралии Уинтон был назван «Живым сокровищем» и награждён Медалью столетия за служение литературе и обществу. Университет Кертин назвал в его честь лекционный театр.

### Романы
- An Open Swimmer (1982)
- Shallows (1984)
- That Eye, The Sky (1986)
- In the Winter Dark (1988)
- Lockie Leonard (1990—1997)
- Cloudstreet (1991)
- The Riders (1994)
- Blueback (1997)
- Dirt Music (2001)
- Breath (2008)
- Eyrie (2013)
- The Shepherd’s Hut (2018)